# Tank 300

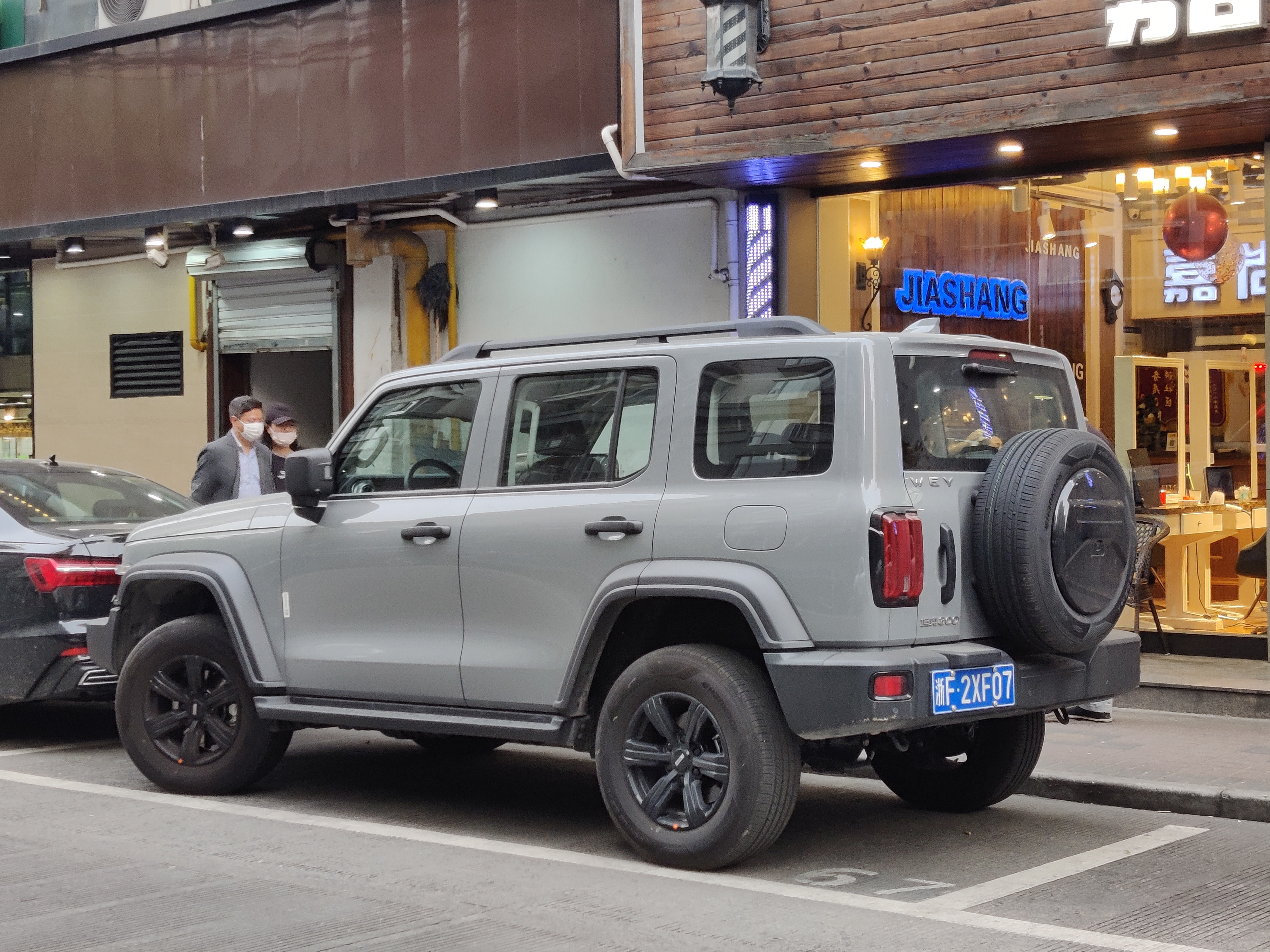
Вид сзади

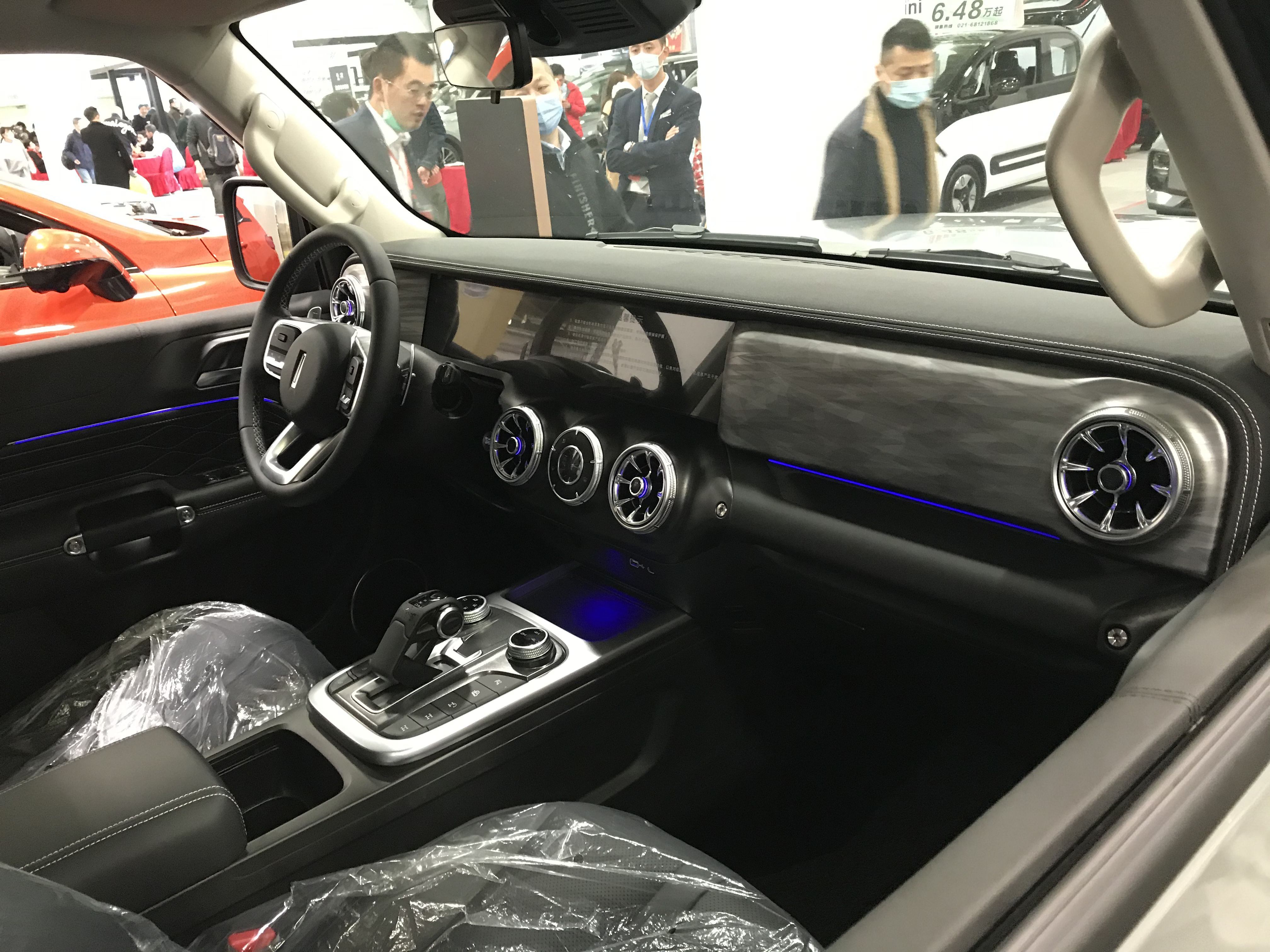
Место водителя

Tank 300 — среднеразмерный внедорожник с кузовом в стиле неоретро, выпускаемый с 2020 года компанией Tank — внедорожным подразделением Great Wall Motors. Изначально он продавался под названием Wey Tank 300. Название Tank 300 автомобиль получил в апреле 2021 года.

## Описание
Автомобиль Tank 300 впервые был представлен в июле 2020 года в Чэнду. Продажи начались 17 декабря 2020 года. По сути, это первый автомобиль бренда Tank.
21 марта 2021 года во время Китайской конференции автомобильных инноваций (AII) председатель GWM Вэй Цзяньцзюнь сообщил о том, что автомобили Tank выйдут в отдельное производство. Следовательно, в апреле 2021 года автомобиль был переименован в Tank 300.
Автомобиль Tank 300 оснащён двигателем внутреннего сгорания объёмом 2 литра, мощностью 224 л. с. и крутящим моментом 387 Н⋅м. До 100 км/ч автомобиль разгоняется за 10 секунд. Максимальная скорость автомобиля составляет 170 км/ч. С 6 июля 2022 года автомобиль поставляется в Саудовскую Аравию. В Таиланде был представлен гибридный автомобиль Tank 300 HEV concept.

## Tank 330
В марте 2024 года Tank 330 поступил в продажу в Китае. Это версия, оснащённая 3,0-литровым бензиновым двигателем V6 от Tank 500 с двойным турбонаддувом в паре с электродвигателем на 48 В. Вместо 8-ступенчатого автомата, установлен новый 9-ступенчатый.

## Продажи в России
Автомобили Tank 300 продаются в России с весны 2023 года. Конкурентами являются Jeep Wrangler и Land Rover Defender. Заказ автомобиля возможен в автомобильных салонах РФ. Автомобиль доступен в свободной продаже. Тест-драйв проходил в Хакасии.